# 孙廷芳
孙廷芳（1921年—2012年5月28日），男，浙江鄞县人，中国生物制药专家，曾任上海市工商业联合会副主任委员，第四、五、六、七届全国政协委员，第八届全国人大代表、常委会委员。